# اعتلال الشبكية بالخلايا المنجلية
يمكن تعريف اعتلال الشبكية بالخلايا المنجلية على أنه تغيرات في شبكية العين ناتجة عن تلف الأوعية الدموية في عين شخص مصاب بمرض فقر الدم المنجلي. من المحتمل أن يتطور إلى فقدان البصر في المراحل المتأخرة بسبب نزيف الجسم الزجاجي أو انفصال الشبكية. مرض فقر الدم المنجلي هو اضطراب بنيوي في خلايا الدم الحمراء يؤدي إلى عواقب في أنظمة الجسم المتعددة. يتميز بتدمير مزمن لخلايا الدم الحمراء وإصابة الأوعية الدموية ونقص تروية الأنسجة مما يتسبب في تلف الدماغ والعينين والقلب والرئتين والكلى والطحال والجهاز العضلي الهيكلي.  
عادة ما يكون الأشخاص المصابون بمرض فقر الدم المنجلي من أصل أفريقي أو آسيوي. أدت أنماط الهجرة نحو النصف الغربي من الكرة الأرضية إلى زيادة عدد الأشخاص المصابين بمرض فقر الدم المنجلي في المناطق التي لم يكن الرض شائعا فيها سابقا. أصبحت هناك معرفة وفهم لمرض فقر الدم المنجلي بشكل متزايد في مناطق مثل الاتحاد الأوروبي.  في سن مبكرة، نسبة كبيرة من الأشخاص المصابين بمرض فقر الدم المنجلي يتطور لديهم تغير في الشبكية. يتكون مرض فقر الدم المنجلي من عدة أنواع فرعية. ومع ذلك، فإن النوع الفرعي الهيموغلوبين من النوع C (HbSC) يحمل أخطر تنبؤ لاعتلال الشبكية بالخلايا المنجلية وتغيرات الرؤية. 
يمكن أن تساعد فحوصات الشبكية المنتظمة في الكشف المبكر والعلاج، وبالتالي تقليل تأثير الحالة وخطر فقدان البصر. يمكن تعديل تطور اعتلال الشبكية المنجلي بشكل إيجابي من خلال إدارة مرض فقر الدم المنجلي. يمكن أن يخفف علاج المرض العام من آثاره الجهازية.  

## التصنيف
يمكن تصنيف اعتلال الشبكية المنجلي على أساس التغيرات في شبكية العين إلى أنواع فرعية قابل للانتشار وغير قابل للانتشار.

### اعتلال الشبكية بالخلايا المنجلية الغير قابل للانتشار (NPSCR)
يمكن أن يتميز اعتلال الشبكية المنجلي لبغير قابل للانتشار (NPSCR) بالمظاهر التالية في الشبكية:
- - لوحظ التعرج الوريدي بشكل شائع في المرضى الذين يعانون من مرض فقر الدم المنجلي HbSS متماثل الزيجوت. العديد من الأمراض التي تتميز بفرط لزوجة الدم المشابهة لمرض الخلايا المنجلية يمكن أن تتكون سببا في ظهور شكل تقعر وريدي شبكي. [5] يحدث التعرج بسبب التحويل الشرياني الوريدي من محيط الشبكية.[6]
  - يمكن أن يظهر نزيفًا صغيرًا في شبكية العين يُعرف بالنزيف داخل الشبكية ، [2] بسبب انسداد الأوعية الدموية بواسطة خلايا الدم المنجلية، مما يؤدي إلى نخر جدار الوعاء الدموي. [5] يكون النزيف الناتج في البداية أحمر فاتحًا وشكل بيضاوي. مع تقدم العمر بالنزف على مدى أيام إلى أسابيع، يتغير اللون بعد ذلك إلى لون السلمون المعروف باسم رقعة السلمون . [5] عادة ما يتم رؤيتها بالقرب من الشرايين الشبكية. [6]
  - يؤدي النزيف في الطبقات العميقة من الشبكية إلى ظهور آفات داكنة تُعرف ببقع شعاع الشمس السوداء . [2] تتشكل هذه البقع المصطبغة بيضاوية الشكل أو دائرية الشكل بسبب انتشار RPE. [5]
  - عندما يتحلل الهيموجلوبين داخل النزف بمرور الوقت، تتشكل بقع صفراء تعرف باسم الأجسام المتقزحة داخل طبقات الشبكية الحسية. [5]
  - يحدث الاعتلال البقعي في جزء كبير من المرضى المصابين باعتلال الشبكية المنجلي. وهو أكثر انتشارًا في مرض فقر الدم المنجلي من نوع HbSS متماثل الزيجوت. [2] [5] يمكن العثور على النقرة المركزية داخل البقعة وتعرف باسم مركز المجال البصري.[7] اعتلال البقعة في اعتلال الشبكية المنجلي ناتج عن التغيرات طويلة المدى في الشعيرات الدموية التي تتفاعل عند النقرة. [5] على الرغم من أن التغيرات الإقفارية قد تكون واضحة على الشبكية، إلا أن اعتلال البقعة قد يكون بدون أعراض في البداية مع ترك حدة البصر دون تغيير. [5]
  - يعد انسداد الشريان المركزي للشبكية من السمات المعروفة لاعتلال الشبكية المنجلي غير التكاثري الذي يقل معدل حدوثه في المرضى الذين يعانون من اعتلال الشبكية المنجلي غير التكاثري. [5]
  - يتم تمثيل علامة العصب البصري بواسطة الشعيرات الدموية المتوسعة التي يمكن تصورها في العصب باستخدام تصوير الأوعية بالفلوريسين. غالبًا ما تظل حدة البصر دون تغيير مع هذه النتيجة.[8]
  - الخطوط الوعائية: يمكن رؤية الخطوط الوعائية في ما يصل إلى 6٪ من الحالات.[9]

### اعتلال الشبكية المنجلي القابل للانتشار (PSCR)
اعتلال الشبكية المنجلي التكاثري هو أخطر مضاعفات العين لمرض فقر الدم المنجلي. على الرغم من أن PSCR تبدأ في العقد الأول من العمر، إلا أن الحالة تظل بدون أعراض ولم يتم ملاحظتها حتى تحدث الأعراض البصرية بسبب نزيف الجسم الزجاجي أو انفصال الشبكية. 
صنف غولدبرغ اعتلال الشبكية المنجلي القابل للانتشار إلى 5 مراحل مختلفة واضحة بذاتها:
1. مرحلة انسداد الشرايين المحيطية ونقص التروية: وهي أول حالة غير طبيعية يمكن تصورها عن طريق فحص قاع العين. يمكن رؤية الشرايين المسدودة كخطوط حمراء داكنة. يتحولون في النهاية إلى أوعية بيضاء من الأسلاك الفضية.[10]
2. مرحلة مفاغرة الشرايين الوريدية المحيطية: تتطور مفاغرة الشرايين الوريدية حيث يتم تحويل الدم من الشرايين المسدودة إلى الأوردة القريبة.
3. مرحلة تكوين الأوعية الدموية والتكاثر الليفي: يبدأ تكوين الأوعية الدموية من مفاغرة الشرايين الوريدية، وينمو في الشبكية المصابة بالإقفار. يُعرف المظهر المميز على شكل مروحة، بسبب تجدد الاوعية الدموية باسم مروحة البحر. [10]
4. مرحلة النزف الزجاجي. ينزف خصل الأوعية الدموية الطرفية ويسبب نزيفًا زجاجيًا.
5. مرحلة نطاقات الجر الزجاجية وانفصال الشبكية: يؤدي الاحتكاك على مروحة البحر والشبكية المجاورة إلى انفصال الشبكية.

## العلامات والأعراض
- علامة الفاصلة: الأوعية على شكل فاصلة في الملتحمة البصلية ناتجة عن انسداد الأوعية الدموية في أوعية الملتحمة.[11]
- يتسبب الجر الزجاجي الشبكي أو انفصال الشبكية في حدوث ومضات أو عوامات أو ظلال داكنة. [11]
- قد يحدث فقدان مفاجئ للرؤية بسبب انسداد الشريان في الشبكية أو النزف الزجاجي أو انفصال الشبكية.
- يمكن رؤية الانسداد داخل الأوعية الدموية في أوعية القرص البصري. [10]

## السبب
يتكون جزيء الهيموغلوبين البالغ الطبيعي A من سلسلتين الفا وسلسلتين بيتا غلوبين مرتبطة بحلقة هيم. الطفرة في الموضع السادس من سلسلة بيتا هي سبب مرض فقر الدم المنجلي.  بسبب مرض الخلايا المنجلية، قد يحدث انسداد الأوعية الدموية في الملتحمة أو القزحية أو الشبكية أو المشيمية. تحدث تغيرات الشبكية بسبب انسداد الأوعية الدموية في شبكية العين بسبب كريات الدم الحمراء غير الطبيعية.

## التشخيص

### تقنيات التشخيص
التشخيص مرتبط في عدد من التخصصات. يمكن تأكيد تشخيص مرض فقر الدم المنجلي عن طريق تحليل كروماتوجرافي سائل عالي الأداء، ورحلان الهيموجلوبين الكهربائي عند المراهقين والبالغين، والتشخيص الجيني الجزيئي في مجموعات ما قبل الولادة وحديثي الولادة.  علامات الجزء الأمامي بما في ذلك علامة الملتحمة وضمور القزحية هي مظاهر بصرية تشير بقوة إلى مرض فقر الدم المنجلي.  المراحل المبكرة من اعتلال الشبكية المنجلي لا تظهر عليها أعراض.  ومع ذلك، يمكن تصور التغيرات الشبكية التي تُشخص اعتلال الشبكية المنجلي باستخدام الفحوصات التنظيرية، وتصوير الشبكية، وتصوير الأوعية بالفلوريسين، والتصوير المقطعي المتماسك.  تصوير الأوعية الدموية بتقنية Ultra Widefield Fluorescein هو المعيار الذهبي لتشخيص اعتلال الشبكية المنجلي التكاثري.  إنها طريقة قليلة التوغل تقوم بتقييم هياكل الجزء الأمامي والخلفي.   يعد التصوير المقطعي للتماسك البصري للمجال الطيفي والتصوير المقطعي للأوعية الدموية من الأساليب الغير توغلية لتشخيص اعتلال الشبكية التكاثري.  يمكن أن تؤدي تقييمات حدة البصر والضغط داخل العين أيضًا إلى نتائج تشخيصية لاعتلال الشبكية المنجلي. 

### التشخيص التفريقي
يجب التمييز بين اعتلال الشبكية المنجلي وأمراض الشبكية الأخرى التي تنشأ بسبب أمراض مماثلة. يتم تصنيف الفروق التالية حسب تلك الأمراض.
- أسباب إضافية للإقفار البقعي [5] [3]

1. اعتلال الشبكية السكري
2. إصمام الشبكية (اعتلال الشبكية التالك، انسداد الشريان السباتي الداخلي)
3. انسداد الأوعية الدموية في الشبكية
4. اعتلال الشبكية المعدي

- الأمراض الالتهابية المؤدية إلى نقص التروية [3] [5]

1. الساركويد
2. التهاب الأوعية الدموية في شبكية العين
3. التهاب القزحية المتوسط
4. نخر شبكي حاد

- الأسباب الأخرى لنقص التروية في الاوعية الدموية [3] [5]

1. اعتلال الشبكية السكري التكاثري
2. انسداد الوريد الشبكي المركزي
3. انسداد الوريد الشبكي الفرعي
4. متلازمة نقص تروية العين
5. اعتلال الشبكية الإشعاعي
6. اعتلال الشبكية من الولادة المبكرة

1. سلس البول الصباغي
2. اعتلال الجسم الزجاجي الشبكي السائد
3. انفصال الشبكية المزمن الناجم عن الجينات
4. مشبك الصلبة
5. التهاب الشبكية الصباغي

## الوقاية

### التحري
يعد الفحص ركيزة مهمة للوقاية من اعتلال الشبكية المنجلي لأنه يوفر فائدة الاكتشاف المبكر والعلاج وبالتالي تقليل المضاعفات.  يوفر الفحص أيضًا فرصة لتثقيف العائلات المعرضة لاعتلال الشبكية نتيجة لتاريخ عائلي لمرض فقر الدم المنجلي.  يمكن أن يأخذ الفحص شكل فحص الحمض النووي عند الولادة وفحوصات متعلقة بطب العيون لاحقًا في الحياة. 
1. يسمح فحص الحمض النووي عند الأطفال حديثي الولادة المعرضين لخطر الإصابة بمرض الخلايا المنجلية بالتشخيص المبكر للمرض. [3] يمكن بعد ذلك تثقيف العائلات حول الآثار المحتملة لمرض فقر الدم المنجلي في كل مرحلة من مراحل الحياة. [4]
2. الفحوصات المتعلقة بطب العيون - يوصى بإجراء فحص تنظير قاع العين التوسعي من سن 10 سنوات وبعد ذلك مرتين في السنة في المرضى الذين لا يعانون من نتائج غير طبيعية في شبكية العين. [1] [3] [4] يوصى بتصوير الأوعية الدموية بالفلوريسين وتنظير الأوعية للمرضى الذين يعانون من نتائج غير طبيعية قد تشير إلى اعتلال الشبكية المنجلي التكاثري. يتم تحديد وتيرة مواعيد المتابعة من قبل طبيب العيون بناءً على شدة النتائج. [4]

### رعاية المرض الجهازي
مرض فقر الدم المنجلي هو مرض جهازي يصيب عدة أعضاء في الجسم. وبالتالي، فإن إدارة المرض الأساسي يمكن أن تمنع تطور اعتلال الشبكية وتبطئ تقدمه. 
1. نقل الهيموغلوبين الجنيني - الهيموغلوبين الجنيني (HbF) هو شكل من أشكال الهيموغلوبين الموجود في الأطفال حتى عمر 6 أشهر بعد الولادة. هذا النوع من الهيموجلوبين مفيد لمرضى الخلايا المنجلية لأنه يقاوم التعديل على الشكل المنجلي. نتيجة لذلك، يمكن أن يؤدي نقل HbF في الاشختاص الأصغر سنًا إلى منع وإبطاء تقدم اعتلال الشبكية المنجلي. [3]
2. اعطاء هيدروكسي يوريا - هيدروكسي يوريا دواء يمكن استخدامه كطريقة بديلة لزيادة مستويات الهيموجلوبين الجنيني في دم المريض المصاب بمرض فقر الدم المنجلي. [2] يوفر هيدروكسي يوريا أيضًا فائدة تقليل الالتهاب. [4]
3. زرع الخلايا الجذعية المكونة للدم - تُعرف هذه العملية بشكل أكثر شيوعًا باسم زرع نخاع العظم. يفيد في علاج مرض فقر الدم المنجلي. ومع ذلك، فإن الوصول إلى هذه الطريقة محدود بسبب التكلفة والحاجة إلى متبرع متوافق بيولوجيًا مع الشخص الذي يحتاج إلى عملية الزرع. [2] [4]
4. تقلل الأدوية المضادة للالتهابات ومضاداتت الالتصاق من احتمالية انسداد الأوعية الدموية الصغيرة في شبكية العين وبالتالي تمنع تطور اعتلال الشبكية المنجلي. هناك عقاقير تشمل الأجسام المضادة للالتصاق، والأجسام المضادة للإنتيجرين، وعامل مضاد ويلبراند، والسلفاسالازين، والستاتينات. [2]
5. كما ثبت أن العلاج الجيني مفيد في الوقاية من اعتلال الشبكية المنجلي. [3]

## العلاج

### طبيا
من المعروف أن عامل النمو البطاني الوعائي (VEGF) مرتبط بآفات مروحة البحر وهي أنواع من الأوعية الدموية الحديثة.  Bevacizumab هو دواء مضاد لـ VEGF يستخدم في الحقن داخل الجسم الزجاجي المعروف بتسببه في عكس آفات مروحة البحر وتقليل مدة النزف الزجاجي.   يمكن أيضًا استخدام الحقن داخل الجسم الزجاجي للأدوية المضادة لعامل نمو بطانة الأوعية الدموية قبل الجراحة للمساعدة في فصل الأنسجة المرتبطة في آفة مروحة البحر وتقليل النزيف أثناء العملية وبعد العملية الجراحية.   وهو مفيد بالاشتراك مع التخثير الضوئي. 

### الليزر
تشمل مؤشرات التخثير الضوئي بالليزر 
- اتساع الأوعية الدموية المحيطية لمحيط يصل إلى 60 درجة
- يؤثر اعتلال الشبكية المنجلي على كلتا العينين
- مراوح بحر مرتفعة كبيرة
- التقدم السريع في الأوعية الدموية الجديدة

هناك طريقتان للتخثير الضوئي تستخدمان بشكل رئيسي؛ تخثر الأوعية المغذية والتخثر بالليزر المبعثر.  الطريقة الأولى تغلق الأوعية التي تغذي مناطق الأوعية الدموية الجديدة باستخدام حروق الليزر. يمكن استخدام كل من قوس الزينون وليزر الأرجون، ومع ذلك، فإن ليزر الأرجون يحمل مخاطر منخفضة من حدوث مضاعفات.  بالمقارنة، فإن التخثر بالليزر المبعثر له تأثير غير مباشر. تنتج الشبكية الإقفارية عامل النمو البطاني الوعائي (VEGF) الذي يعزز تكوين الأوعية الدموية. يعمل التخثر بالليزر المبعثر على تدمير هذه الشبكية الإقفارية باستخدام حروق الليزر وبالتالي منع النزيف الزجاجي وانفصال الشبكية وفقدان الرؤية.  

### الجراحة
يشار إلى القيام بالتدخل الجراحي للأمراض المتقدمة بشدة والتي تشكل تهديدًا لحدة البصر.  تشمل المؤشرات نزيفًا زجاجيًا طويل الأمد ونزيفًا زجاجيًا في كلتا العينين ونزيف زجاجي في المرضى الذين يعانون من عين واحدة فقط والأغشية فوق الشبكية والثقوب البقعية والأشكال المختلفة لانفصال الشبكية.   كان الإبزيم الصلبى تدخلاً جراحيًا شائعًا في السابق، ومع ذلك، تشمل مضاعفاته نقص تروية الجزء الأمامي نتيجة انسداد الأوعية الدموية.   يمكن أن يؤدي انسداد الأوعية الدموية بدوره إلى phthisis bulbi.  خطة بارس لاستئصال الزجاجية مفيد في تدبير النزف الزجاجي.  تشمل مضاعفاته إعتام عدسة العين، والتحدمية، والزرق، والنزيف الزجاجي الذي لم يتم حله.  